# Bernard Osher
Bernard Osher, född 7 september 1927 i Biddeford i Maine, är en amerikansk finans- och affärsman och grundare av Bernard Osher Foundation (1977).
Osher började sin bana med att ta över familjens järn- och röraffär i Maine och fortsatte därefter hos Oppenheimer & Company. Han flyttade till Kalifornien där han sedermera grundade sparbanken World Savings. Efter att ha sålt banken köpte han auktionsrörelsen Butterfield & Butterfield som senare såldes till eBay.
År 2005 donerade han och hustrun 43 miljoner kronor till Karolinska Institutet för bildandet av Osher centrum för integrativ medicin. Donationen var den största i Karolinska Institutets historia. 2011 tilldelades Osher Nordstjärneordens kommendörstecken för sina stora insatser med att stödja kulturlivet i Sverige och USA och för att främja kontakterna mellan de båda länderna.
Bernard är sedan 1980 gift med Barbro Osher, Sveriges generalkonsul i San Francisco och tidigare ägare till och redaktör för den nedlagda anrika västamerikanska tidningen Vestkusten.